# Pterophyllum leopoldi
Pterophyllum leopoldi es una especie de peces de la familia Cichlidae en el orden de los Perciformes.

## Morfología
Los machos pueden llegar alcanzar los 5 cm de longitud total.

## Hábitat
Es una especie de clima tropical.

## Distribución geográfica
Se encuentran en Sudamérica:  cuenca del río Amazonas (entre Manacapuru y Santarém) y río Rupununi en la cuenca del río Esequibo (Guayana).